# Roger Hansson
Roger Hansson, född 13 juli 1967 i Helsingborg, är en svensk före detta ishockeyspelare och nuvarande huvudtränare i Rögle BK.
Hanssons moderklubb är Helsingborgs HC, men 1988 värvades han av Rögle BK, där han slog igenom. Från Rögle gick han 1991 vidare till Malmö IF, numera Malmö Redhawks. Malmöklubben hade under början av 1990-talet något av en storhetstid och Hansson var med om att vinna klubbens två SM-guld, säsongerna 1991/92 och 1993/94. Hansson var en del av var en del Tre Kronor från 1991 och ingick i den guldvinnande truppen till OS i Lillehammer 1994. Han var även med om att vinna både guld, silver och brons i VM med Tre Kronor. Han är den första spelare som har Helsingborg HC som moderklubb och har spelat i A-landslaget. År 1996 lämnade Hansson Malmö IF och spelade under åren 1996–2001 för Kassel Huskies i den tyska ligan. Han återvände 2001 till Rögle BK och spelade sedan två säsonger för klubben.
Efter sin spelarkarriär fortsatte han i Rögle som assisterande tränare med Cam Abbott vid sin sida. I december 2023 tog han över rollen som huvudtränare för Rögle BK. 